# Begonia henryi
Espèce
Synonymes
- Begonia delavayi Gagnep.[1]
- Begonia mairei H.Lév.[1]

Begonia henryi est une espèce de plantes de la famille des Begoniaceae.
L'espèce fait partie de la section Reichenheimia.
Elle a été décrite en 1887 par William Botting Hemsley (1843-1924).

## Répartition géographique
Cette espèce est originaire du pays suivant : Chine.